# Bolesław Reiner
Bolesław Karol Reiner (ur. 23 lutego 1925 w Gorzycach, zm. 2 marca 1982 w Opolu) – polski prawnik, politolog, specjalizujący się w polityce wyznaniowej państwa, ruchach laickich i historii wyznań religijnych, nauczyciel akademicki związany z opolskimi uczelniami, dyrektor Instytutu Śląskiego w latach 1976–1982.

## Życiorys
Urodził się na ziemi wodzisławskiej w rodzinie śląskiej jako syn Karola Reinera i Marii z domu Bryłka. Uczęszczał do polskich gimnazjów w Rybniku i Boguminie. Podczas II wojny światowej, mając 16 lat został skierowany na roboty przymusowe do Bierawy w powiecie kozielskim, a następnie wcielony do Wehrmachtu i skierowany do Francji, która w tym czasie znajdowała się pod okupacją hitlerowską. Przeżył tam oblężenie alianckie pod Falaise. W październiku 1944 zbiegł na stronę aliantów. Został przyjęty do Polskich Sił Zbrojnych i przydzielony do 16 Samodzielnej Brygady Pancernej.
W czerwcu 1946 wrócił na Śląsk. Został przyjęty do pracy w kuratorium oświaty w Katowicach po udzieleniu mu rekomendacji przez Teodora Musioła. W tym czasie uzupełniał swoje wykształcenie, które zostało przerwane przez wojnę w systemie zaocznym, jednocześnie pracując w oświacie. Mając 23 lata zdał w katowickim liceum maturę, a w wieku 32 lat uzyskał dyplom magistra prawa na Uniwersytecie Wrocławskim. W 1965 uzyskał stopień naukowy doktora nauk humanistycznych w Wyższej Szkole Nauk Społecznych przy KC PZPR w Warszawie na podstawie rozprawy naukowej pt. Ważniejsze zagadnienia prawno-politycznego nauczania religii w szkołach w Polsce (1918–1939).
W tym czasie trwale związał się ze szkolnictwem wyższym. Początkowo wykładał na Wyższej Szkole Inżynierskiej w Opolu do 1968, a mianowany docentem i prorektorem od 1969 do swojej śmierci na Wyższej Szkole Pedagogicznej w Opolu. Jednocześnie pracował w Instytucie Śląskim. W 1977 uzyskał stopień naukowy doktora habilitowanego na podstawie pracy nt. Wyznania i związki religijne w województwie śląskim 1922-1939. Wybrane zagadnienia. Wcześniej w latach 1969–1976 piastował urząd prorektora ds. dydaktycznych WSP. Stworzył od podstaw Instytut Nauk Społeczno-Politycznych. W 1976 objął stanowisko dyrektora Instytutu Śląskiego po śmierci prof. Józefa Kokota, w związku z czym jego kontakty z opolską WSP nieco osłabły. Zmarł nagle po ciężkiej chorobie nowotworowej.